# Naturalier
Naturalier bruges som samlebetegnelse for ydelser, som leveres i form af produkter. Det kan være arbejdskraft, fødevarer, tømmer, brænde, stenmaterialer eller andre sager, der leveres direkte af producenten. Begrebet finder mest anvendelse i modsætning til penge, og hvor man ønsker at understrege, at handlen eller leverancen foregår ved direkte bytte og altså uden penge som byttemiddel. Derfor taler man også om en naturalieøkonomi, når handel og betaling i øvrigt foregår ved udveksling af naturalier.